# خاچیک هاروتونیان
خاچیک هاروتونیان بازیکن فوتبال بازنشسته در پست ارمنی‌تبار اهل ایران است که در دسته اول باشگاه‌های تهران بازی می‌کرد.

## باشگاهی
از باشگا ه‌هایی که در توپ زده‌است می‌توان آرارات تهران را اشاره کرد.